# Śluzowoszczkowate
Śluzowoszczkowate (Tulasnellaceae Jülich) – rodzina grzybów znajdująca się w rzędzie pieprznikowców (Cantharellales).

## Systematyka
Pozycja w klasyfikacji według Index Fungorum: Cantharellales, Incertae sedis, Agaricomycetes, Agaricomycotina, Basidiomycota, Fungi.
Według Index Fungorum bazującego na Dictionary of the Fungi do rodziny Tulasnellaceae należą rodzaje:
- Pseudotulasnella Lowy 1964
- Tulasnella J. Schröt. 1888[2] – śluzowoszczka

Nazwy polskie według W. Wojewody (2003 r.).